# Diocesi di Novi
La diocesi di Novi (in latino: Dioecesis Novensis in Dalmatia) è una sede soppressa e sede titolare della Chiesa cattolica.

## Storia
Novi, identificabile con la città di Castelnuovo nell'odierno Montenegro, è un'antica sede vescovile della provincia romana della Dalmazia Superiore.
Dal 1933 Novi è annoverata tra le sedi vescovili titolari della Chiesa cattolica; dal 19 marzo 2016 l'arcivescovo, titolo personale, titolare è Paul Fitzpatrick Russell, vescovo ausiliare di Detroit.

## Cronotassi dei vescovi titolari
- Abel Costas Montaño † (11 novembre 1968 - 11 dicembre 1974 nominato vescovo di Tarija)
- Alfred Gonti Pius Datubara, O.F.M.Cap. (5 aprile 1975 - 24 maggio 1976 nominato arcivescovo di Medan)
- Juan Ignacio Larrea Holguín † (5 agosto 1983 - 25 marzo 1988 nominato arcivescovo coadiutore di Guayaquil)
- Jan Lebeda † (19 maggio 1988 - 5 novembre 1991 deceduto)
- Ernesto Maria Fiore † (16 dicembre 1991 - 30 ottobre 2001 deceduto)
- Odilo Pedro Scherer (28 novembre 2001 - 21 marzo 2007 nominato arcivescovo di San Paolo)
- Carmelo Cuttitta (28 maggio 2007 - 7 ottobre 2015 nominato vescovo di Ragusa)
- Paul Fitzpatrick Russell, dal 19 marzo 2016